# Сан Донато Миланезе
Сан Донато Миланезе (итал. San Donato Milanese) је насеље у Италији у округу Милано, региону Ломбардија.
Према процени из 2011. у насељу је живело 28351 становника. Насеље се налази на надморској висини од 107 м.

## Становништво
Према резултатима пописа становништва 2011. у општини је живело 30.992 становника.
| 1931. | 1936. | 1951. | 1961.  | 1971.  | 1981.  | 1991.  | 2001.  | 2011.  |
| ----- | ----- | ----- | ------ | ------ | ------ | ------ | ------ | ------ |
| 2.450 | 2.636 | 2.667 | 10.296 | 26.872 | 31.962 | 31.331 | 32.354 | 30.992 |